# Alberto Grimaldi
Alberto Grimaldi (Napels, 28 maart 1925 –Miami, 23 januari 2021) was een Italiaans filmproducent.

## Carrière
Alberto Grimaldi brak in de jaren 1960 door als de producent van spaghettiwesterns. Zo werkte hij mee aan onder meer For a Few Dollars More (1965) en The Good, the Bad and the Ugly (1966), die beide geregisseerd werden door zijn landgenoot Sergio Leone. In de loop der jaren werkte hij als producent samen met verschillende cineasten uit zijn thuisland, waaronder Federico Fellini, Gillo Pontecorvo, Pier Paolo Pasolini en Bernardo Bertolucci. Hij was ook vanaf de jaren 1970 als producent betrokken bij Gangs of New York (2002) van regisseur Martin Scorsese. Toen hij eind jaren 1990, toen de productie van Gangs of New York van start ging, dreigde om niet erkend te worden als producent van de film spande hij een rechtszaak aan. Uiteindelijk kreeg Grimaldi een officiële vermelding als producent, hetgeen hem zijn enige Oscarnominatie opleverde.

## Prijzen en nominaties

### Academy Awards
- Beste film – Gangs of New York (2002) (genomineerd)

### BAFTA Awards
- Beste film – Ginger e Fred (1986) (genomineerd)
- Beste film – Gangs of New York (2002) (genomineerd)

## Filmografie
- L'ombra di Zorro (1962)
- I due violenti (1964)
- For a Few Dollars More (1965)
- La Muerte cumple condena (1966)
- Viva gringo (1966)
- The Big Gundown (1966)
- The Good, the Bad and the Ugly (1966)
- Scusi, facciamo l'amore? (1967)
- Attentato ai tre grandi (1967)
- Faccia a faccia (1967)
- The Mercenary (1968)
- Spirits of the Dead (1968) (segment "Toby Dammit")
- Queimada (1969)
- Sabata (1969)
- Rebus (1969)
- Un tranquillo posto di campagna (1969)
- Satyricon (1969)
- Adiós, Sabata (1970)
- Oceano (1971)
- Il Decameron (1971)
- Return of Sabata (1971)
- Africa ama (1971)
- Trastevere (1971)
- I racconti di Canterbury (1972)
- E poi lo chiamarono il magnifico (1972)
- Last Tango in Paris (1972)
- Man of La Mancha (1972)
- Storie scellerate (1973)
- Il fiore delle Mille e una notte (1974)
- ll mio nome è Scopone e faccio sempre cappotto (1975)
- Salò o le 120 giornate di Sodoma (1975)
- Cadaveri eccellenti (1976)
- Novecento (1976)
- Casanova (1976)
- Viaggio con Anita (1979)
- Corse a perdicuore (1980)
- Ginger e Fred (1986)
- Gangs of New York (2002)